# Анзорова, Анастасия Руслановна
Анастасия Руслановна Анзорова (род. 22 апреля 1996) — российская тяжелоатлетка, выступающая в весовой категории до 64 килограммов. Ранее выступала в категориях до 71 и 75 кг.

## Биография
Анастасия Анзорова родилась 22 апреля 1996 года.

## Карьера
Анастасия выступала на юниорском чемпионате мира 2016 года в весовой категории до 75 килограммов. Она подняла в рывке снаряд массой 98 килограммов, а в следующем упражнении толкнула 124 кг. Общий результат 222 килограмма позволил ей занять четвёртое место. При этом в рывке Анастасия подняла все три заявленных веса — 90, 95 и 98 кг, а в толчке не сумела поднять последний вес 127 кг. В результате бронзовому призёру Сяомей Лян россиянка проиграла 23 кг, а чемпионке Ирине Дехе из Украины — 32 кг.
В 2016 году она участвовала на молодёжном чемпионате Европы в весовой категории до 75 килограммов. В рывке Анастасия подняла 95 кг, но в толчке осталась без зачётных попыток.
На чемпионате мира 2019 года в Паттайе Анастасия участвовала в новой категории до 71 кг после обновления правил Международной федерацией тяжёлой атлетики. Россиянка подняла 99 килограммов в рывке, а затем толкнула 120 килограммов. Итоговый результат 219 килограммов позволил Анзоровой стать пятой, она проиграла бронзовому призёру Ким Хёсим из Северной Кореи 11 килограммов, а победительнице Кэтрин Най из США — 29 килограммов.
На чемпионате Европы до 23 лёт в Румынии завоевала золотую медаль в весовой категории до 71 кг, подняв 100 килограммов в рывке и 126 кг в толчке.
В 2021 году вошла в состав сборной России на чемпионат Европы в Москве вместе с Яной Кондрашовой; Анастасия будет выступать в весовой категории до 64 килограммов. С результатом 222 килограмма стала бронзовым призёром. В упражнении «рывок» с весом 100 кг, а также в упражнении «толчок» с весом 122 кг она завоевала малые бронзовые медали.
В декабре 2021 года приняла участие в чемпионате мира, который состоялся в Ташкенте. В весовой категории до 64 килограммов, Анастасия по сумме двух упражнений с весом 214 кг завоевала итоговое пятое место. В упражнении толчок она завоевала малую бронзовую медаль (121 кг).
В августе 2025 года на чемпионате России в Санкт-Петербурге в весовой категории до 64 кг завоевала чемпионский титул с результатом 196 кг по сумме двоеборья. В отдельных упражнениях также стала победительницей.